# Cecil Williams (baloncestista)
Cecil Williams (Columbia, Misuri, 28 de mayo de 1995) es un jugador de baloncesto estadounidense que actualmente se encuentra sin equipo. Con 1,98 metros de estatura, juega en la posición de alero.

## Trayectoria deportiva
Es un alero formado en Hickman High School de su ciudad natal, antes de ingresar en 2014 en el Moberly Area Community College de Moberly (Missouri), donde jugó durante dos temporadas, desde 2014 a 2016.
En 2016, cambió de universidad e ingresó en la Universidad de Míchigan Central, situada en Mount Pleasant, Míchigan, donde jugó durante dos temporadas la NCAA con los Central Michigan Chippewas, desde 2016 a 2018.
Tras no ser elegido en el Draft de la NBA de 2018, dio el salto a Europa para debutar como profesional en las filas del Sorgues Basket Club de la Nationale Masculine 1 francesa, la tercera competición el país.  Jugó 34 partidos durante la temporada 2018-29 y promedió 13.18 puntos por partido.
En la temporada 2019-20, firma por el Galitos Barreiro Tley de la Liga Portuguesa de Basquetebol. Jugó 22 partidos durante la temporada y promedió 16.82 puntos y 6.8 rebotes por partido.  
El 24 de junio de 2020, Cecil firmó con Stelmet Zielona Gora para disputar la Polska Liga Koszykówki y la VTB League.
En la temporada 2021-22, firma por el CS Dinamo București de la Liga Națională de Rumanía.
En la temporada 2022-23, firma por el Tofaş Spor Kulübü de la Basketbol Süper Ligi.